# Marcus Pupius Piso Frugi Calpurnianus
Marcus Pupius Piso Frugi Calpurnianus (vers 114 av. J.-C. - avant 47 av. J.-C.), dit Pison, fut consul en 61 av. J.-C., et partisan de Pompée. 

## Biographie
Il appartenait à l'origine à la gens Calpurnia, mais a été adopté par Marcus Pupius alors que ce dernier était déjà un vieil homme. Il a conservé cependant son cognomen Piso.
En 84 av. J.-C., il a épousé Annia, la veuve de Lucius Cornelius Cinna, partisan de Marius, donc opposé à Sylla. Mais il a rapidement abandonné cette cause, et rejoint Sylla, qui le contraignit de divorcer de son épouse à cause de sa parenté avec son adversaire Cinna.
En 83 av. J.-C., il a été élu questeur, et adjoint au consul Lucius Cornelius Scipio. 
Il a échoué à obtenir l'édilité.
Son année de préture est incertaine. Après son mandat comme préteur, il a reçu la province de l'Espagne.
À son retour vers Rome en 69 av. J.-C., il a eu l'honneur d'un triomphe, alors que selon certains il n'a rien fait pour mériter cette distinction.
Il a servi dans la troisième guerre de Mithridate comme légat de Pompée.
En 62 av. J.-C., il revint à Rome, appuyé par Pompée, et devint consul en 61 av. J.-C. avec Marcus Valerius Messalla Niger. Durant son consulat il offensa Cicéron en ne lui demandant pas son avis au sénat, et augmenta plus encore la colère de l'orateur en prenant sous sa protection Clodius Pulcher après sa violation des mystères de Bona Dea.
Cicéron prit sa revanche sur lui en l'empêchant d'obtenir la province de Syrie, qui lui avait été promise.
Il est sans doute mort avant 47 av. J.-C., puisqu'en cette année Marcus Antonius habitait sa maison à Rome.